# سانيتش (كولومبيا البريطانية)
سانيتش (بالإنجليزية: Saanich) هي مدينة كندية تقع في مقاطعة كولومبيا البريطانية. تبلغ مساحة هذه المدينة 103.4359 (كم²)، ويبلغ عدد سكانها 108265 نسمة حسب إحصاء سنة 2006 م، بينما كان يسكنها 103654 نسمة في سنة 2001 م. تحتل هذه المدينة المرتبة رقم 44 بين مدن كندا حسب عدد السكان والمرتبة رقم 7 في المقاطعة. نما عدد السكان في هذه المدينة بنسبة (4.4) بين العامين المذكورين.

## أعلام
- روبرت غرانت
- جيم أونغر
- تشارلز والاس ستيوارت

## وصلات خارجية
- الأطلس الحكومي لكندا
- إحصاءات كندا مع ساعة تعداد السكان نسخة محفوظة 23 مارس 2008 على موقع واي باك مشين.